# Die neuen Abenteuer des He-Man
Die neuen Abenteuer des He-Man (Original: The New Adventures of He-Man) ist eine 65-teilige US-Zeichentrickserie. Sie wurde von 1990 bis 1991 ausgestrahlt. Die Serie stellt eine Neuauflage von He-Man – Tal der Macht dar und beinhaltet neue Abenteuer von Prinz Adam alias He-Man im Kampf gegen Skeletor. Es ist die dritte Fernsehserie des Masters of the Universe-Franchise insgesamt.

## Handlung
Die Handlung der Serie wurde rund 1000 Jahre in die Zukunft verlegt. 
Prinz Adam alias He-Man – Prinz und Verteidiger des Planeten Eternia – reist auf den futuristischen Planeten Primus, um dessen Bevölkerung gegen die feindlichen Mutanten des benachbarten Planeten Denebria zu verteidigen. Sein Erzfeind Skeletor folgt ihm und schließt sich den Mutanten an, um gemeinsam das Universum zu erobern. Unterstützt von einer Gruppe galaktischer Krieger versucht He-Man, Primus und dessen Energieressourcen gegen die wiederkehrenden Angriffe zu schützen. In ausweglosen Situationen erhält er telepathische Hilfe von der Zauberin Sorceress, die ihm mit weisen Ratschlägen zur Seite steht. 
Im Gegensatz zur Originalserie treten einige bekannte Figuren nicht auf: He-Mans tigerähnlicher Gefährte Battle-Cat, Man-at-Arms und Orko sind nicht Teil der neuen Handlung. Teela hat lediglich einen kurzen Gastauftritt in Folge 35 (Die Gruft von Zaktus).

## Entstehung
Die neuen Abenteuer des He-Man wurde ursprünglich als direkte Fortsetzung der Originalserie der 1980er-Jahre geplant. Die Umsetzung durch das Zeichentrickstudio Filmation scheiterte jedoch, da dessen Muttergesellschaft Westinghouse Broadcasting ein Jahr vor Produktionsbeginn geschlossen wurde. Stattdessen übernahm Jetlag Productions die Realisierung der Serie in Kooperation mit Mattel, das parallel zum Serienstart im Jahr 1990 neue Actionfiguren auf den Markt brachte. Die Zeichentrickserie endete 1992 nach 65 Folgen und wurde damit nur halb so lang produziert wie die vorherige.

## Synchronisation
Die deutsche Synchronfassung entstand bei der Deutschen Synchron Filmgesellschaft mbH & Co. Karlheinz Brunnemann Produktions KG in Berlin.
| Rolle                  | Originalsprecher | Deutscher Sprecher                   |
| ---------------------- | ---------------- | ------------------------------------ |
| He-Man                 | Garry Chalk      | Ingo Albrecht                        |
| Caz                    | Mark Hildreth    | Björn Schalla                        |
| Flipshot               | Scott McNeil     | Bernd Vollbrecht                     |
| Flogg                  | Alvin Sanders    | Harry Wüstenhagen                    |
| Hydron                 | Don Brown        | Stefan Staudinger                    |
| Optikk                 | Don Brown        | Thomas Danneberg                     |
| Quakke                 | Don Brown        | Alexander Herzog                     |
| Gepple                 | Don Brown        | Andreas Hanft                        |
| Mara                   | Venus Terzo      | Simone Brahmann                      |
| Zauberin von Grayskull | Venus Terzo      | Franziska Pigulla                    |
| Crita                  | Venus Terzo      | Marianne Lutz                        |
| Meister Sebrian        | Anthony Holland  | Jochen Schröder (1. Stimme)          |
| Meister Sebrian        | Anthony Holland  | Friedrich Georg Beckhaus (2. Stimme) |
| Prinz Adam             | Doug Parker      | Ingo Albrecht                        |
| Skeletor               | Campbell Lane    | Uwe Paulsen                          |
| Sagitar                | Campbell Lane    | Leon Boden                           |
| Butthead               | Scott McNeil     | Raimund Krone                        |
| Slushhead              | Ted Cole         | Joscha Fischer-Antze                 |
| Karatti                | Ted Cole         | Raimund Krone                        |
| Drissi                 | Tracy Eisner     | Irina von Bentheim                   |
| Krex                   | Scott McNeil     | Klaus Jepsen (1. Stimme)             |
| Krex                   | Scott McNeil     | Wolfgang Ziffer (2. Stimme)          |
| Meloc                  | Doug Parker      | Gerd Holtenau (1. Stimme)            |
| Meloc                  | Doug Parker      | Raimund Krone (2. Stimme)            |
| Tuskador               | Alvin Sanders    | Gerald Paradies                      |
| Alcon                  | Garry Chalk      | Hans-Jürgen Dittberner               |
| Gross                  | –                | Wolfgang Kühne                       |
| Helm                   | –                | Frank Schröder                       |
| Kayo                   | –                | Tom Vogt                             |
| König Randor           | –                | Andreas Hanft                        |
| Ratsvorsitzende        | –                | Evelyn Meyka                         |
| Erzähler               | –                | Heinz Theo Branding                  |

## Veröffentlichung
In Deutschland wurde Die neuen Abenteuer des He-Man erstmals am 6. Oktober 1990 im Kinderprogramm von RTL plus ausgestrahlt. Spätere Ausstrahlungen folgten bei Tele 5 sowie den Pay-TV-Sendern Junior und K-Toon und 2011 bei Anixe und Das Vierte.

## Episodenliste
| Nr. | Deutscher Titel                     | Originaltitel                                  | US-Erstausstrahlung |
| 1   | Ein neues Zeitalter                 | A New Beginning                                | 01.09.1990          |
| 2   | Das Sternenschiff und die Kristalle | Quest for the Crystals                         | 06.09.1990          |
| 3   | Die Hitze steigt                    | The Heat                                       | 07.09.1990          |
| 4   | Der Schlüssel zum Schild            | Attack on Onnor                                | 10.09.1990          |
| 5   | Die Herausforderung                 | The Ultimate Challenge                         | 11.09.1990          |
| 6   | Die Kraft des Kristalls             | Sword & Staff                                  | 12.09.1990          |
| 7   | Die Magie der Bilder                | The Pen Is Mightier Than the Sword - Or Is it? |                     |
| 8   | Friedensverhandlungen               | Glasnost Schmasnost                            | 10.10.1990          |
| 9   | Der Kampf ums Schwert               | The Youngest Hero                              | 11.10.1990          |
| 10  | Sonnenfinsternis auf Primus         | The Festival of Lights                         | 14.09.1990          |
| 11  | Die Ana-Droiden erobern Primus      | The Gift                                       | 03.10.1990          |
| 12  | Letzte Chance für Primus            | Skeletor's Victory                             | 04.10.1990          |
| 13  | Die Rebellion beginnt               | He-Man in Exile                                | 05.10.1990          |
| 14  | Skeletors neue Waffe                | The Seeds of Resistance                        | 08.10.1990          |
| 15  | Levitan in Gefahr                   | The Battle for Levitan                         | 09.10.1990          |
| 16  | Das Böse vernichtet sich selbst     | Crack in the World                             | 12.10.1990          |
| 17  | Gefangene auf Gaolotia              | Escape from Gaolotia                           |                     |
| 18  | Das Störgerät                       | He-Man Mutant                                  | 17.09.1990          |
| 19  | Die Überlebende von Tetron          | Juggernaut                                     | 18.09.1990          |
| 20  | Wildwest in Denebria                | Falling Star                                   | 19.09.1990          |
| 21  | Das Computermonster                 | Skeletor's Revenge                             |                     |
| 22  | Feind wider Willen                  | The Mind Lens                                  |                     |
| 23  | Der Gehirnwellendetektor            | Adam's Adventure                               |                     |
| 24  | Der Schwerkraftgenerator            | Collision Course                               |                     |
| 25  | Fremde Waffen                       | Planet of Junk                                 |                     |
| 26  | Die Giftgasfabrik                   | Sanctuary                                      | 15.10.1990          |
| 27  | Klonenangriff                       | Council of Clones                              | 16.10.1990          |
| 28  | Die dunkle Sonne                    | Cold Freeze                                    | 17.10.1990          |
| 29  | Kristallische Kräfte                | He-caz                                         | 20.09.1990          |
| 30  | Sklaven der Maschine                | Slaves to the Machine                          |                     |
| 31  | Die galaktischen Wächter            | The Galactic Guardians                         | 13.09.1990          |
| 32  | Gefahr für Serus                    | The Siege of Serus                             |                     |
| 33  | Tödliches Gas                       | The Children's Planet                          |                     |
| 34  | Die Macht des Lichtes               | Zone of Darkness                               | 21.09.1990          |
| 35  | Die Gruft von Zaktus                | Once upon a Time                               |                     |
| 36  | Primus in Panik                     | A Plague on Primus                             |                     |
| 37  | Der Kampf um den Star Trader        | The Test of Time                               | 24.09.1990          |
| 38  | Vier Wege zum Sonnenuntergang       | Four Ways to Sundown                           | 25.09.1990          |
| 39  | Für den Kampf geboren               | The Sheriff of Gorn City                       | 26.09.1990          |
| 40  | Die Zauberkraft des Bösen           | The New Wizard in Town                         |                     |
| 41  | Der mächtige Mann des Universums    | The Nemesis Within                             |                     |
| 42  | He-Mans größter Fan                 | He-Fan                                         |                     |
| 43  | Böse Träume                         | The Dream Zone                                 |                     |
| 44  | Der Intelligenzverstärker           | Brain Drain                                    | 18.10.1990          |
| 45  | Eine Bombe im Oberservatorium       | You're in the Army Now                         |                     |
| 46  | Pflanzenkrieg                       | No Easy Way                                    | 20.10.1990          |
| 47  | Gepples Sprengstoff                 | The Guns of Nordor                             | 27.09.1990          |
| 48  | Mutantenhochzeit                    | The Bride of Slushhead                         | 28.09.1990          |
| 49  | Dreador, der Gefürchtete            | Dreador                                        | 23.10.1990          |
| 50  | Gefangen im Ionensturm              | Mutiny on the Mothership                       | 01.10.1990          |
| 51  | Rockfieber                          | Rock to the Future                             | 24.10.1990          |
| 52  | Der Ruf der Herde                   | The Running of the Herd                        | 02.10.1990          |
| 53  | Das Innere des Vulkans              | Balance of Power                               |                     |
| 54  | Die Legende von Zil                 | The Tornadoes of Zil                           |                     |
| 55  | Der elektrische He-Man              | The Taking of Levitan                          |                     |
| 56  | Die Königin der Mytes               | Save Our City                                  |                     |
| 57  | Hilferuf aus dem Weltall            | The Power of the Good and the Way of the Magic |                     |
| 58  | Hilfe von der Zauberin              | Queen's Gambit                                 |                     |
| 59  | Ein neuer galaktischer Wächter      | There's Gems in Them Hills                     |                     |
| 60  | Kampfspiele                         | The Call to the Games                          |                     |
| 61  | Die Atomschmiede                    | The Blacksmith of Crelus                       |                     |
| 62  | Das Labyrinth                       | A Time to Leave                                |                     |
| 63  | Galaktische Olympiade               | The Games                                      |                     |
| 64  | Der Zweikampf                       | Flogg's Revenge                                | 03.12.1990          |
| 65  | Der Herrscher des Nichts            | The Final Invasion                             |                     |

## Comics
Begleitend zur damals aktuellen Spielzeugreihe und Fernsehserie startete der Bastei-Verlag im März 1991 eine neue He-Man Comic-Reihe im Magazinformat, die im zweimonatlichen Rhythmus erschien. Inhaltlich orientierte sie sich zunächst an der aktuellen New Adventures-Reihe, ab der fünften Ausgabe wurden jedoch zunehmend klassische Masters of the Universe-Comics veröffentlicht. Die letzten beiden Hefte enthielten ausschließlich Geschichten aus dem klassischen MOTU-Universum, während die Cover lediglich optisch an die New Adventures angepasst waren. 
Zu Beginn nutzte Bastei italienisches Comicmaterial, wechselte später jedoch zu Inhalten aus britischen Magazinen der 1980er-Jahre, darunter auch Nachdrucke früherer deutscher Ehapa-Comics. Auch in Großbritannien kam es in den letzten Ausgaben der Adventure Magazines zu Nachdrucken von Masters-Geschichten, nachdem das verfügbare Material zu den New Adventures erschöpft war. Trotz inhaltlicher Umorientierung wurde die Serie nach sieben Ausgaben im März 1992 wieder eingestellt.

## Hörspiel
Es gab ein Einführungshörspiel mit dem Titel He Man - Die neue Dimension.